# Театр Уодсворта
Театр Уодсворта (англ. Wadsworth Theatre) — исторический театр, расположенный в районе Савтелл в Западном Лос-Анджелесе, Калифорния, в комплексе Департамента ветеранов Западного Лос-Анджелеса площадью 388 акров. Расположенный на улице Эйзенхауэра в здании 226, театр является частью исторического Савтелл Ветеранс Хоум, находящегося между бульварами Уилшир и Сан-Висенте на восточной стороне Брентвуда.
Построенный в 1939 году, театр Уодсворта изначально был оценен газетой Los Angeles Times в 162 000 долларов и был рассчитан на 1500 мест.
Театр построенный на территории Дома ветеранов в Савтелле, служил местом проведения театральных постановок и кинофильмов для ветеранов. Архитектурно он представляет собой стиль Миссионерского возрождения, как отмечено в Национальном реестре исторических мест.
В 1976 году театр был назван в честь майора Джеймса У. Уодсворта, офицера Гражданской войны. На протяжении многих лет в театре Уодсворта проводились различные значимые кинособытия, включая презентацию классического фильма «Страсти Иоанны д’Арк» в 1983 году, ретроспективу фильмов Эстер Уильямс в 1984 году и показ «Шпионов как мы» в 1985 году с участием Дэна Экройда и Чеви Чейза. В 2000 году Вуди Аллен сделал редкое публичное выступление на показе своего фильма «Мелкие мошенники».
В марте 1992 года LA Times сообщила о скандале, связанном с театром, который на тот момент арендовал Университет Калифорнии (UCLA). Планированный показ комедийной сатиры «Статья 99» вызвал протест со стороны больницы, так как сюжет фильма касался восстания ветеранов в больнице для ветеранов. В связи с опасениями по поводу возможного воздействия фильма на психиатрических пациентов, показ был перенесен в зал Ройс Университета Калифорнии в Лос-Анджелесе.
На данный момент в театр Уодсворта, управляется компанией Richmark Entertainment. Сейчас в нём проходят бродвейские постановки и другие живые мероприятия. После ремонта в 2002 году, который сократил вместимость зала до 942 мест, театр продолжает принимать различные бродвейские шоу, музыкальные концерты, кинопремьеры и живые театральные постановки. В 2009 году тут проводилась премия Streamy Awards.

## Примечание
1. ↑  Wadsworth Theatre (амер. англ.). LA Conservancy. Дата обращения: 30 апреля 2024. Архивировано 30 апреля 2024 года.
2. ↑  Counter, B. Los Angeles Theatres: Veterans' / Wadsworth Theatre. Los Angeles Theatres. Дата обращения: 30 апреля 2024. Архивировано 30 апреля 2024 года.
3. ↑  Entertainment & Arts (амер. англ.). Los Angeles Times. Дата обращения: 30 апреля 2024. Архивировано 29 сентября 2007 года.